# Primera División de Venezuela 1972
La temporada 1972 de Primera División fue la décima sexta edición de la máxima categoría del Fútbol Profesional Venezolano.

## Equipos participantes
Fue jugada por nueve equipos: Los 7 de la temporada anterior excepto el Lara F.C. que no participó, uniéndose los recién creados Estudiantes de Mérida y Portuguesa F.C.
| Club                  | Estado           |
| --------------------- | ---------------- |
| Anzoátegui F.C.       | Anzoátegui       |
| Deportivo Galicia     | Distrito Federal |
| Deportivo Italia      | Distrito Federal |
| Deportivo Portugués   | Distrito Federal |
| Estudiantes de Mérida | Mérida           |
| Portuguesa F.C.       | Portuguesa       |
| Tiquire Aragua        | Aragua           |
| U.D. Canarias         | Distrito Federal |
| Valencia F.C.         | Carabobo         |

## Historia
El Deportivo Italia alcanzó su cuarta corona con el técnico brasileño Elmo Correa.
El formato del torneo se dividió en dos (2) etapas de una única ronda, los dos (2) primeros de cada ronda clasificaron a la Fase Final. La Fase Final para definir el campeón absoluto fue jugada en una única ronda. El ganador de la Fase Final fue el Deportivo Italia
El segundo lugar fue decidido entre el Deportivo Galicia y el Anzoategui FC en dos partidos adicionales, quedando el equipo de colonia de vicecampeón:
El máximo goleador fue el venezolano Francisco Rodríguez, del Anzoátegui FC, con 18 goles.

Deportivo Italia

Campeón
4.º título

## Rondas

### Primera Ronda

#### Tabla de posiciones
|    | Equipo                | PTS | PJ | PG | PE | PP | GF | GC | DG  |
| -- | --------------------- | --- | -- | -- | -- | -- | -- | -- | --- |
| 1. | Deportivo Italia      | 20  | 16 | 9  | 2  | 5  | 22 | 15 | 7   |
| 2. | Tiquire Aragua        | 19  | 16 | 8  | 3  | 5  | 24 | 18 | 6   |
| 3. | Anzoátegui F.C.       | 18  | 16 | 6  | 6  | 4  | 18 | 12 | 6   |
| 4. | Estudiantes de Mérida | 18  | 16 | 6  | 6  | 4  | 15 | 14 | 1   |
| 5. | Deportivo Galicia     | 17  | 16 | 6  | 5  | 5  | 11 | 9  | 2   |
| 6. | U.D. Canarias         | 17  | 16 | 4  | 9  | 3  | 11 | 12 | -1  |
| 7. | Portuguesa F.C.       | 16  | 16 | 6  | 4  | 6  | 23 | 19 | 4   |
| 8. | Valencia F.C.         | 10  | 16 | 3  | 4  | 9  | 12 | 19 | -7  |
| 9. | Deportivo Portugués   | 9   | 16 | 3  | 3  | 10 | 12 | 30 | -18 |

|  | Clasificados a la Fase final |

### Segunda Ronda

#### Tabla de posiciones
|    | Equipo                | PTS | PJ | PG | PE | PP | GF | GC | DG |
| -- | --------------------- | --- | -- | -- | -- | -- | -- | -- | -- |
| 1. | Anzoátegui F.C.       | 25  | 16 | 10 | 5  | 1  | 22 | 8  | 14 |
| 2. | Deportivo Galicia     | 21  | 16 | 7  | 7  | 2  | 17 | 11 | 6  |
| 3. | Valencia F.C.         | 21  | 16 | 8  | 5  | 3  | 19 | 11 | 8  |
| 4. | Estudiantes de Mérida | 20  | 16 | 8  | 4  | 4  | 18 | 14 | 4  |
| 5. | Portuguesa F.C.       | 14  | 16 | 4  | 6  | 6  | 17 | 17 | 0  |
| 6. | Deportivo Italia      | 11  | 16 | 2  | 7  | 7  | 7  | 12 | -5 |
| 7. | Tiquire Aragua        | 11  | 16 | 2  | 7  | 7  | 18 | 27 | -9 |
| 8. | Deportivo Portugués   | 11  | 16 | 2  | 7  | 7  | 13 | 22 | -9 |
| 9. | U.D. Canarias         | 10  | 16 | 3  | 4  | 9  | 14 | 23 | -9 |

|  | Clasificados a la Fase final |

#### Desempate segundo lugar
Para definir el Segundo lugar de la segunda ronda se hizo un partido extra entre el Deportivo Galicia y el Valencia F.C.
| 15 de noviembre | Deportivo Galicia | 2:0 | Valencia F.C. | Olímpico de la UCV, Caracas |  |

## Tabla Fase Final
|    | Equipo            | PTS | PJ | PG | PE | PP | GF | GC | DG |
| -- | ----------------- | --- | -- | -- | -- | -- | -- | -- | -- |
| 1. | Deportivo Italia  | 7   | 6  | 3  | 1  | 2  | 5  | 5  | 0  |
| 2. | Anzoátegui F.C.   | 6   | 6  | 3  | 0  | 3  | 11 | 9  | 2  |
| 3. | Deportivo Galicia | 6   | 6  | 3  | 0  | 3  | 10 | 9  | 1  |
| 4. | Tiquire Aragua    | 5   | 6  | 2  | 1  | 3  | 8  | 11 | -3 |

|  | Campeón |

### Desempate segundo lugar
Al final el Anzoátegui F.C. y Deportivo Galicia quedaron empatados a puntos por lo que jugaron un partido extra para definir el segundo lugar
| 23 de diciembre | Deportivo Galicia | 4:0 | Anzoátegui F.C. | Olímpico de la UCV, Caracas |  |

| 28 de diciembre | Anzoátegui F.C. | 2:2 (Global 2:6) | Deportivo Galicia | Polideportivo Luis Ramos, Puerto La Cruz |  |